# イガクサ
イガクサ (毬草、Rhynchospora rubra (Lour.) Makino) は、単子葉植物カヤツリグサ科ミカヅキグサ属の多年草である。イガのような丸い穂を一つだけつける。

## 特徴
地下茎はごく短く、細長い葉を根生する。匍匐枝は出さない。葉は幅1.5-3mmでやや柔らか、ほとんど地表近くにあり、やや立ち上がる。
花は夏にでる。根出葉の間から伸びる花茎は高さ20-50cmにもなり直立する。分枝はなく途中に葉をつけることもなく、葉は基部にだけある。花序は頭状花（多数の小穂が頭状に集まったもの）で、先端に単一の花序が頂生する。全体としては球形から半球形、径15mm程度、ただし個々の小穂の先がとがっているので、まるで栗のいがのように見える。和名もこれによる。花序の基部には5-10枚の苞があり、細く針状に伸びた葉身がロゼット状に並ぶ。
小穂は長さ6-7mm、黄褐色でつやがあり、先のとがった針状披針形。鱗片は螺旋状に重なるが、実際に花があるのはごく少数（3-4花）で、最下の花のみが雌雄を備え、果実もこれに付く。それより上の花は雄花となっている。果実は倒卵形、柱頭は細長く伸びて先端が分枝しない。これはカヤツリグサ科（ほとんどは柱頭の先端が二裂か三裂する）では珍しい特徴である。花被に由来する針状付属物はごく短く、果実の長さの半分以下にしかならない。この点でも日本の同属では例外的である。

## 生育環境
日当たりのよい湿地に多い。水の滲み出す岩の上に出る例もある。まばらに群生する。コモウセンゴケやアリノトウグサなどとよく一緒に生える。

## 分布
中国大陸からインド、インドネシアまで知られる。日本では本州（千葉県以西）から琉球まで分布する。

## 近縁種等
日本産のものの多くはイヌノハナヒゲなどよりひょろっとした草で、まばらに分かれた枝先に少数を頭状につけ、それぞれの小穂の数は少ない。はっきりした頭状花序をつけるものにミクリガヤ Rhynchospora malasica C. B. Cralke があるが、時に1mに達するはるかに大きい草で、花茎には複数の花序を何段にもつける。

## 利害
何もなし。